# Hargicourt (Aisne)
Hargicourt és un municipi francès del departament de l'Aisne, als Alts de França.
Forma part de la Communauté de communes du Pays du Vermandois.

## Geografia
Hargicourt està situat a 15 quilòmetres al nord-oest de la ciutat de Saint-Quentin.

## Història
A l'Edat Mitjana és cap d'un senyoriu, al centre de la qual hi ha la mansió fortificada de la Cologne. L'enclòs senyorial és envoltat per una muralla, una granja i disposa d'un campanar.

## Administració
Des de 2008 l'alcalde és Roland Hocquet.

## Demografia
- 1962: 620 habitants.
- 1975: 561 habitants.
- 1990: 557 habitants.
- 1999: 559 habitants.
- 2007: 537 habitants.
- 2008: 542 habitants.[1]

## Llocs i monuments
- LLoc anomenat " La boîte à cailloux ", lloc important del protestantisme.
- Camí de la creu, dins l'església. Fou ofert per les autoritats alemanes.
- Antigues fàbriques d'extracció i transformació de fosfat. Aquestes fàbriques foren totalment destruïdes a la Primera Guerra Mundial.